# Хосе Хав'єр Егуігурен
Хосе Хав'єр Егуігурен Ріофріо (3 грудня 1816–1884) — еквадорський політик, тимчасовий президент країни з вересня до грудня 1875 року.